# Slavětice
Slavětice là một làng thuộc huyện Třebíč, vùng Vysočina, Cộng hòa Séc.